# Ganglia
Ganglia és una eina de monitorització distribuïda i escalable per a sistemes informàtics, clústers i xarxes d'alt rendiment. El programari s'utilitza per visualitzar estadístiques en directe o enregistrades que cobreixen mètriques com ara les mitjanes de càrrega de la CPU o la utilització de la xarxa per a molts nodes.
El programari Ganglia s'inclou amb distribucions de Linux a nivell empresarial, com ara Red Hat Enterprise Level (RHEL) o el reenvasat CentOS del mateix. Ganglia va sorgir dels requisits per als sistemes de monitorització de Berkeley (Universitat de Califòrnia), però ara l'utilitzen organitzacions comercials i educatives com Cray, MIT, NASA i Twitter.
Es basa en un disseny jeràrquic dirigit a federacions de clústers. Es basa en un protocol d'escolta/anunci basat en multidifusió per supervisar l'estat dels clústers i utilitza un arbre de connexions punt a punt entre nodes de clúster representatius per federar clústers i agregar-ne l'estat. Aprofita tecnologies àmpliament utilitzades com XML per a la representació de dades, XDR per al transport de dades compacte i portàtil i RRDtool per a l'emmagatzematge i la visualització de dades. Utilitza estructures i algorismes de dades dissenyats amb cura per aconseguir despeses generals per node molt baixes i una alta concurrència. La implementació és robusta, s'ha portat a un ampli conjunt de sistemes operatius i arquitectures de processadors i actualment s'utilitza en més de 500 clústers d'arreu del món. S'ha utilitzat per enllaçar clústers entre campus universitaris i arreu del món i pot escalar per gestionar clústers amb 2000 nodes.
El sistema gangli consta de dos dimonis únics, un front-end web basat en PHP i uns quants altres petits programes d'utilitat.
Gmond és un dimoni multifil que s'executa a cada node del clúster que voleu supervisar. La instal·lació no requereix tenir un sistema de fitxers NFS comú o un fons de base de dades, instal·lar comptes especials o mantenir fitxers de configuració.
1. Supervisar els canvis en l'estat de l'amfitrió.
2. Anunciar els canvis rellevants.
3. Escolteu l'estat de tots els altres nodes ganglis mitjançant un canal d'unicast o multicast.
4. Respon les sol·licituds d'una descripció XML de l'estat del clúster.

Cada gmond transmet informació de dues maneres diferents:
- Estat de l'amfitrió unicasting o multicasting en format de representació de dades externa (XDR) mitjançant missatges UDP.
- Enviament de XML a través d'una connexió TCP.